# 国鉄191系電車
国鉄191系電車（こくてつ191けいでんしゃ）は、日本国有鉄道（国鉄）の直流電気検測用試験車（事業用車）である。

## 概要
電化区間の進展および信号設備の近代化にともない、架線や信号設備の保守・検査の機械化並びに自動化を図る一環として、1973年（昭和48年）5月に小倉工場で、余剰休車となっていた特急形車両の181系電車（サハ180-5・モハシ180-11）を種車とした改造により誕生したのが本系列である。
従来の電気検測用電車としては、新製または改造によるクモヤ93形・クモヤ493系・クモヤ495系の3形式が存在していた。これらは架線のみを保守検査する目的のものでものであったが、本系列では架線と信号回路の同時検測を可能とした。

### 外観・構造
測定用機器搭載のため、台枠・側構体および屋根は大幅な補強・改造が施工されたほか、床面高さを床下機器の関係から181系電車時代の1,110mmから125mm高くした国鉄新性能電車標準の1,235mmとした。
前面形状は当時製造されていた183系電車や200番台以降の485系電車に準じた高運転台・非貫通構造を採用したが、種車となった中間車の台枠をそのまま利用したため、丸みのない平面的な前面となっている。側面は一部が埋められているが、種車の窓や扉は多くが再用された。
車体塗装は583系電車や横須賀線色と同じ配色で、青15号地に前面および側面の上部と腰下部にはクリーム1号の警戒色とした。なお、警戒色は後年黄5号に改められ、この配色は以降直流新性能事業用車の標準色として使用されるようになった。

### 走行性能
作業能率・測定精度・作業安全性の向上・電気設備関係の保守体系近代化の点から高速性能も要求されたため種車となった181系電車の主要機器を踏襲しており、抑速ブレーキならびに自動ノッチ戻し機構付きのCS15F形制御装置・MR52D形主抵抗器・MT54D形主電動機・歯車比1:3.5を採用した。

### 形式・検測
Mzc車クモヤ191-1とMzc'車クモヤ190-1のMM'ユニット方式により構成される。検測の主なものとしては、電車線路の集電性能・架線の磨耗状態・信号設備の電気的機能を走行しながらの自動測定検査である。

#### クモヤ191-1
種車はサハ180-5。ATSなど信号設備関係の検査を行う。
- 屋根上には集電用のPS16C形パンタグラフ2基とAU12形分散式冷房装置を4基搭載。
- 床下には主に主制御器・主抵抗器・断流器箱・信号測定用車上子・給水装置を搭載。
- 台車は種車の付随車から電動車に変更となったため新製のDT32E形に交換。
- 室内割付は1・3位側を廊下とし、前から整備室・会議室・測定室・電源室を設置。トイレ・洗面所は種車のものをそのまま流用。

#### クモヤ190-1
種車はモハシ180-11。架線とその周辺などの電力関係の検査を行う。
- 屋根上には硬点ならびに高さ測定用PS910形・偏位/わたり/支障物検測用PS909形のパンタグラフそれぞれ1基ずつ計2基の搭載と工業用テレビ付き観測台および照明装置などを設置。
- 室内には屋根上が前述の設備のため搭載不可となったためにAU41形床置式冷房装置を1・3位側廊下両端に2基ずつ計4基搭載したほか、前位側より磨耗測定用油圧ユニット及び測定装置・観測台・各種測定機器・高圧室を設置。
- 床下は種車の水タンクを撤去し、70kVA電動発電機 (MG) ・電動空気圧縮機 (CP) ・信号回路測定用の車上子を新設。
- 台車は種車のDT23Z形を床面高さ向上に対応した改造を施工して装着。

## 運用
田町電車区に配置され、主に首都圏の通勤路線及び新潟地区の路線の検測に投入された。その後、山手線や京浜東北線でATC検測が可能な193系が製造されたため、1983年（昭和58年）2月に廃車された。